# Samsung Galaxy Note 10.1
Samsung Galaxy Note 10.1 — планшетный компьютер с операционной системой Android, созданный Samsung. Был представлен 27 февраля 2012 года в Барселоне.

## Программное обеспечение
Samsung Galaxy Note 10.1 имеет операционную систему Android 4.0.4.
К концу 2012 года стало доступно обновление до Android 4.1.2 с дополнением Premium Suite, расширяющим многооконную функциональность и добавлением новых возможностей.
В июне 2014 года, компания Samsung начала обновление до актуальной версии Android 4.4.2.

## Особенности
- В сотрудничестве с Wacom созданы стилус-перо S-Pen, позволяющее управлять планшетом с определением степени нажатия (1024 градации), и адаптированный под S-Pen дисплей.
- В программное обеспечение уже входит встроенный графический редактор Adobe Photoshop Touch, с возможностью его дальнейшего обновления через Samsung Apps.
- Многозадачность — возможность открытия на экране двух и более активных окон и работы с ними.
- Поддержка карт памяти microSD до 64 ГБ.
- Поддерживается стандартная SIM-карта, помимо 3G возможно принимать звонки и осуществлять прием-отправку SMS.
- Наличие инфракрасного порта, что позволяет удаленно управлять другими устройствами. Программную поддержку выполняет приложение Smart Remote, в настройках которого можно выбрать множество брендов и моделей телевизоров, проекторов и т. п.

## Судебные разбирательства
В ноябре 2012 года компания Apple подала очередной иск в судебные инстанции города Сан-Хосе с просьбой добавить планшет Galaxy Note 10.1 и операционную систему Android 4.1 Jelly Bean в список нарушающих её патенты продуктов в ходе очередного разбирательства с компанией Samsung Electronics.